# スティーヴン・ウィルソン

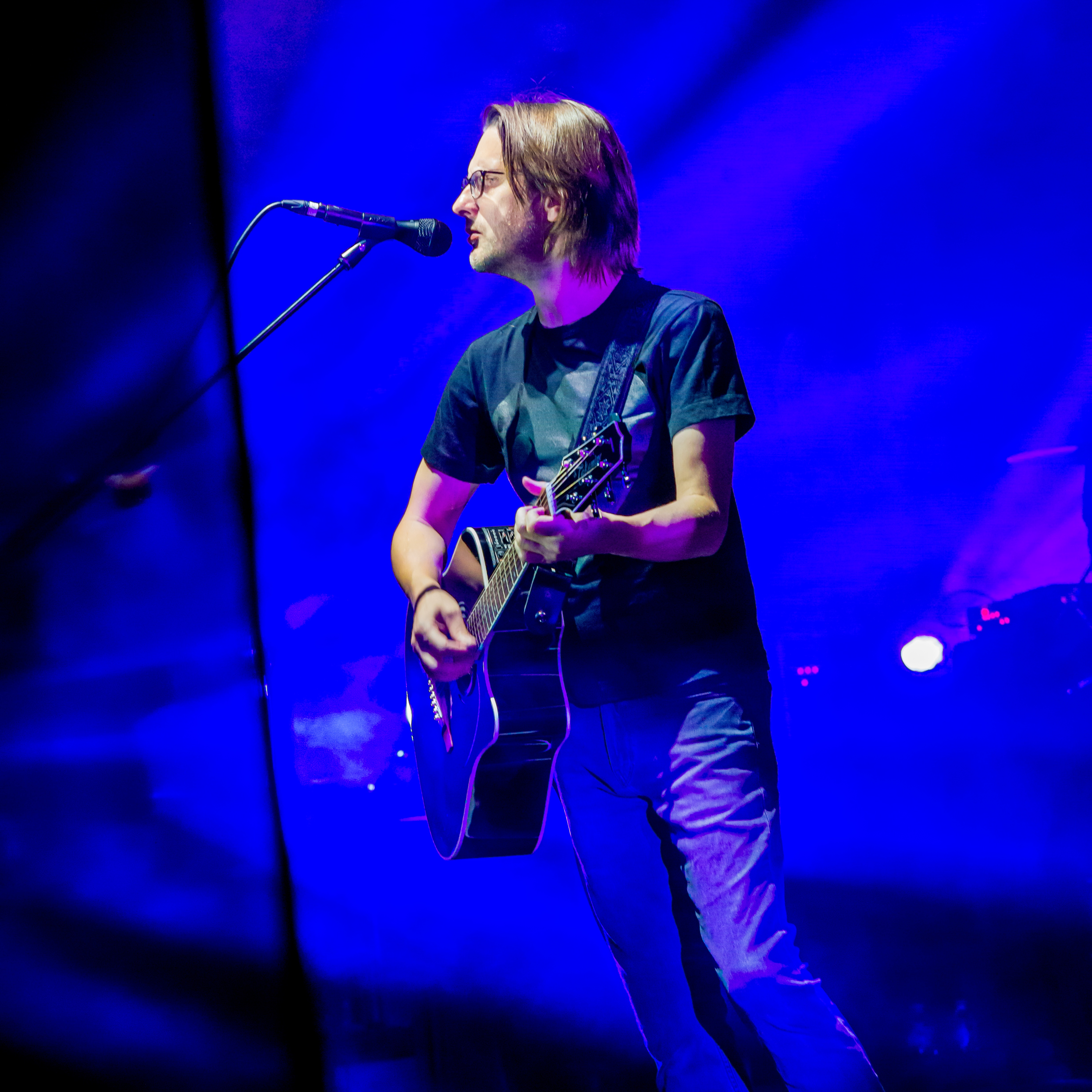
スティーヴン・ウィルソン、テント音楽祭2018フライブルク、ドイツ

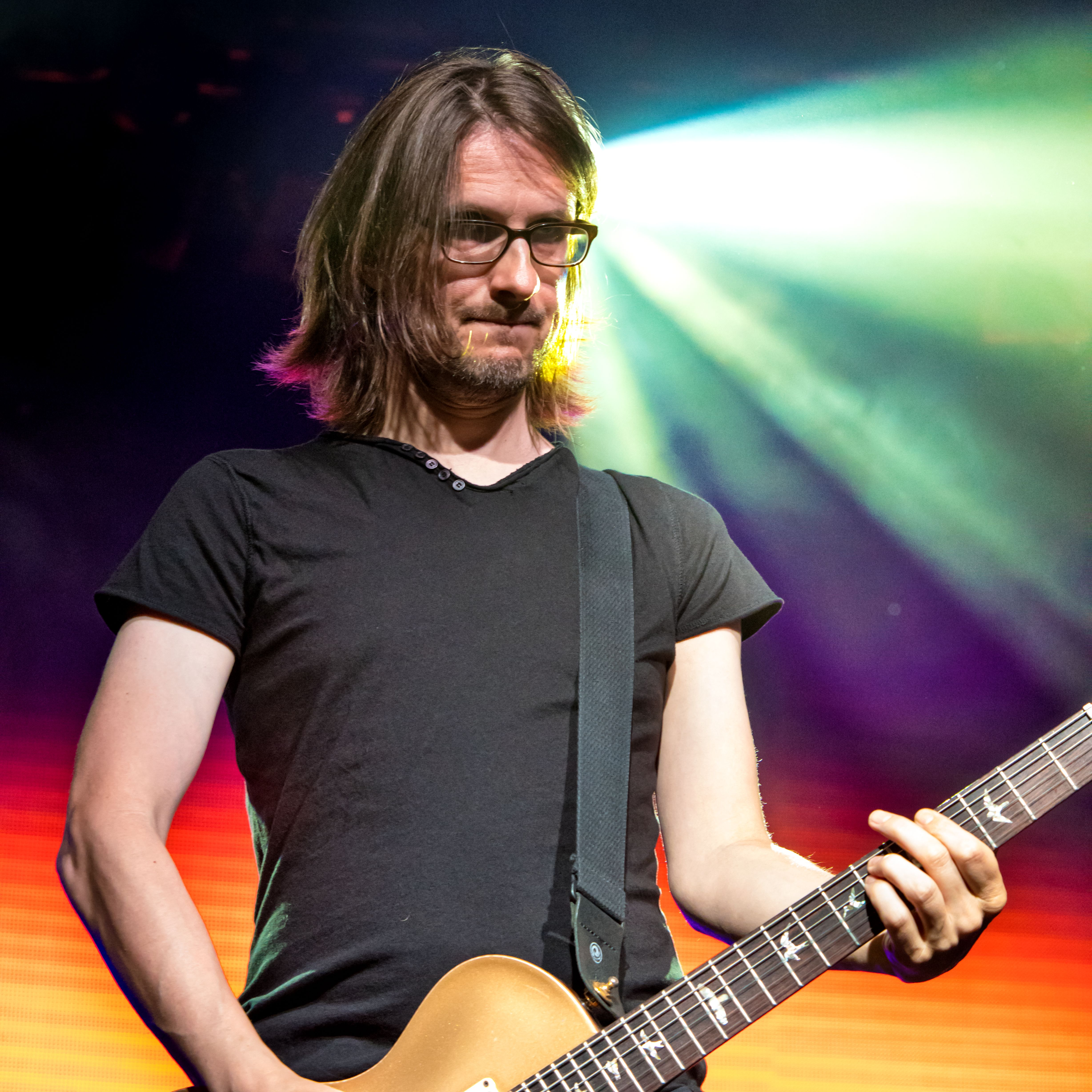
テント音楽祭2016フライブルク、ドイツ

スティーヴン・ウィルソン（英語: Steven Wilson、1967年11月3日 - ）は、イングランド出身のミュージシャン・プロデューサー。
自身が率いるプログレッシブ・ロック・バンド、ポーキュパイン・ツリーでの活動を中心に、No-ManやBlackfieldなどのバンドでも活動。2010年にはオーペスのミカエル・オーカーフェルトとストーム・コロージョンを結成した。
また、プロデューサーやオーディオ・エンジニアとしても活動しており、ハープ、ハンマーダルシマー、フルートなどさまざまな楽器の演奏もこなす。
プロデュース業ではオーペスの『Blackwater Park』などで知られ、エンジニアとしてはキング・クリムゾン、キャラヴァン、ジェスロ・タル、エマーソン・レイク・アンド・パーマー、イエス、ジェントル・ジャイアント等のアルバムのリミックスに関わっている。
2018年11月5日・6日、ソロ初となる日本公演が行われた。

## ディスコグラフィ

### スタジオ・アルバム
- Insurgentes (2008年)
- Grace for Drowning (2011年)
- 『レイヴンは歌わない』 - The Raven that Refused to Sing (And Other Stories) (2013年)
- 『ハンド・キャンノット・イレース』 - Hand. Cannot. Erase (2015年)
- 『4 1/2』 - 4 1/2 (2016年) ※EP
- 『トゥ・ザ・ボーン 』 - To the Bone (2017年)
- The Future Bites (2021年)
- The Harmony Codex (2023年)
- The Overview (2025年)

### ライブ・アルバム
- Catalog / Preserve / Amass (2012年)
- Get All You Deserve (2012年)
- 『ホーム・インヴェイジョン〜イン・コンサート・アット・ザ・ロイヤル・アルバート・ホール』 - Home Invasion: In Concert at the Royal Albert Hall (2018年)

### コンピレーション・アルバム
- Unreleased Electronic Music Vol. 1 (2004年)
- Tape Experiments 1985–86 (2010年)
- 『カヴァー・ヴァージョン』 - Cover Version (2014年)
- 『トランシェンス』 - Transience (2015年)

### Altamont
- Prayer for the Soul (1983年)
- Untitled (2002年)

### Karma
- The Joke's On You (1983年)
- The Last Man To Laugh (1985年)

### スティーヴン・ウィルソンによるサラウンド・ミックス
プログレッシブ・ロックの有名な作品を中心に数多くの5.1chサラウンド・ミックスやドルビーアトモス・ミックスを手がけている。
※()内はリミックス制作年
- イエス	- 『イエス・サード・アルバム』(2014年）『こわれもの』(2015年）『危機』(2013年）『海洋地形学の物語』(2016年）『リレイヤー』(2014年）

- ウルトラヴォックス	- 『ヴィエナ』 (2020年）

- エマーソン・レイク・アンド・パーマー	- 『エマーソン・レイク・アンド・パーマー』(2012年）『タルカス』(2012年）

- オーペス	- 『ダムネイション』 Damnation　(2015年）

- キッス	- 『地獄の軍団』 (2021年）

- キャラヴァン	- 『グレイとピンクの地』In the Land of Grey and Pink (2011年）

- キング・クリムゾン	- 『クリムゾン・キングの宮殿』 (2009年）『ポセイドンのめざめ』(2010年）『リザード』 (2010年）『アイランズ』 (2010年）『太陽と戦慄』(2012年）『暗黒の世界』(2011年）『レッド』(2009年）『ディシプリン』 (2011年）『ビート』 (2016年）『スリー・オブ・ア・パーフェクト・ペアー』 (2016年）

- ジェスロ・タル	- 『日曜日の印象』 (2018年）『スタンド・アップ』 (2016年）『ベネフィット』 (2013年）『アクアラング』 (2011年）『ジェラルドの汚れなき世界』 (2012年）『パッション・プレイ』 (2014年）『ウォーチャイルド』 (2014年）『天井桟敷の吟遊詩人』(2015年）『ロックンロールにゃ老だけど死ぬにはチョイと若すぎる』(2015年）『神秘の森〜ピブロック組曲』 (2017年）『逞しい馬』(2018年）『ストームウォッチ〜北海油田の謎』(2019年）『A』 (2021年）

- ジェントル・ジャイアント	- 『オクトパス』(2015年）『ザ・パワー・アンド・ザ・グローリー』The Power and the Glory (2014年）『フリー・ハンド』Free Hand (2021年）

- シカゴ	- 『シカゴII』(2017年）

- シンプル・マインズ	- 『スパークル・イン・ザ・レイン』(2015年）

- スティーヴ・ハケット	- 『プリーズ・ドント・タッチ』(2015年）『スペクトラル・モーニングス』 (2015年）

- タンジェリン・ドリーム	- 『In Search of Hades: The Virgin Recordings 1973-1979』 (2019年)

- ティアーズ・フォー・フィアーズ	- 『シャウト』(2014年）『シーズ・オブ・ラヴ』 (2020年）

- ホークウインド	- 『絶体絶命』(2013年）

- マリリオン	- 『過ち色の記憶』 (2017年）『ブレイヴ』 (2018年）

- ラッシュ	- 『フェアウェル・トゥ・キングス』(2017年）

- ロキシー・ミュージック	- 『ロキシー・ミュージック』 (2018年）

- Twelfth Night	- 『Smiling at Grief』 (2022年）

- XTC	- 『ドラムス・アンド・ワイアーズ』(2014年）『ブラック・シー』(2017年）『スカイラーキング』 (2016年）『Psurroundabout Ride』※the Dukes of Stratosphear名義(2019年）『オレンジズ・アンド・レモンズ』(2015年）『ノンサッチ』(2013年）